# Бодинешти (Бузау)
Бодинешти (рум. Bodinești) насеље је у Румунији у округу Бузау у општини Винтила Вода. Oпштина се налази на надморској висини од 333 m.

## Становништво
Према подацима из 2002. године у насељу је живело 92 становника, од којих су сви румунске националности.